# کارل کراوس (نویسنده)
کارل کراوس (انگلیسی: Karl Kraus; ۲۸ آوریل ۱۸۷۴ – ۱۲ ژوئن ۱۹۳۶) یک نویسنده اهل اتریش بود.